# Ostellato
Ostellato (emilián nyelven Ustlà) település Olaszországban, Emilia-Romagna régióban, Ferrara megyében. Lakosainak száma 5604 fő (2023. január 1.). Ostellato Comacchio, Ferrara, Lagosanto, Fiscaglia, Portomaggiore, Masi Torello és Tresignana községekkel határos.

## A település részei
- Dogato
- Rovereto
- San Giovanni
- Libolla
- Campolungo
- Medelana
- San Vito
- Alberlungo

## Közlekedés
A településnek vasútállomása van.

## Népesség
A település lakossága az elmúlt években az alábbi módon változott:

## Képgaléria

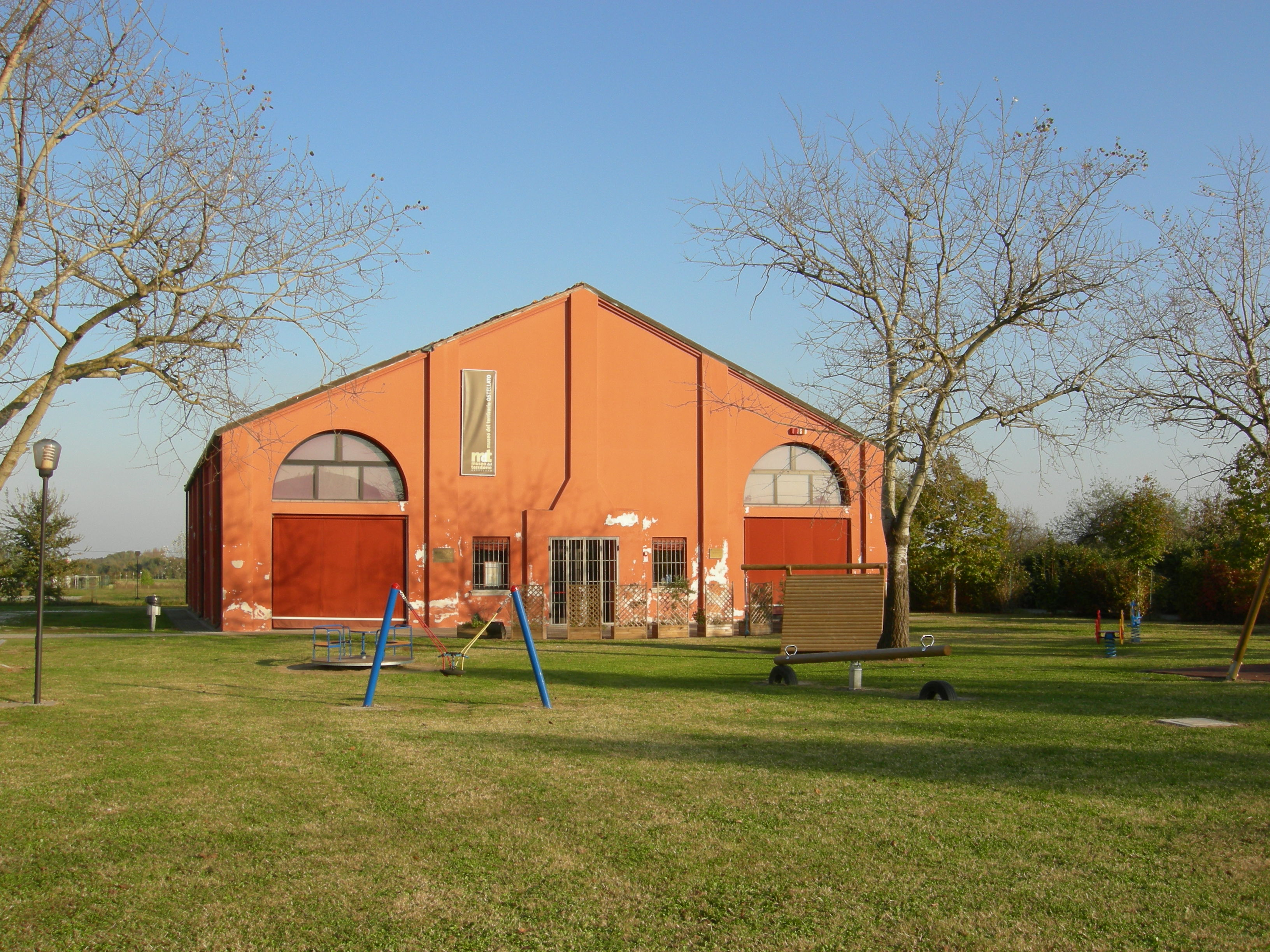
A múzeum
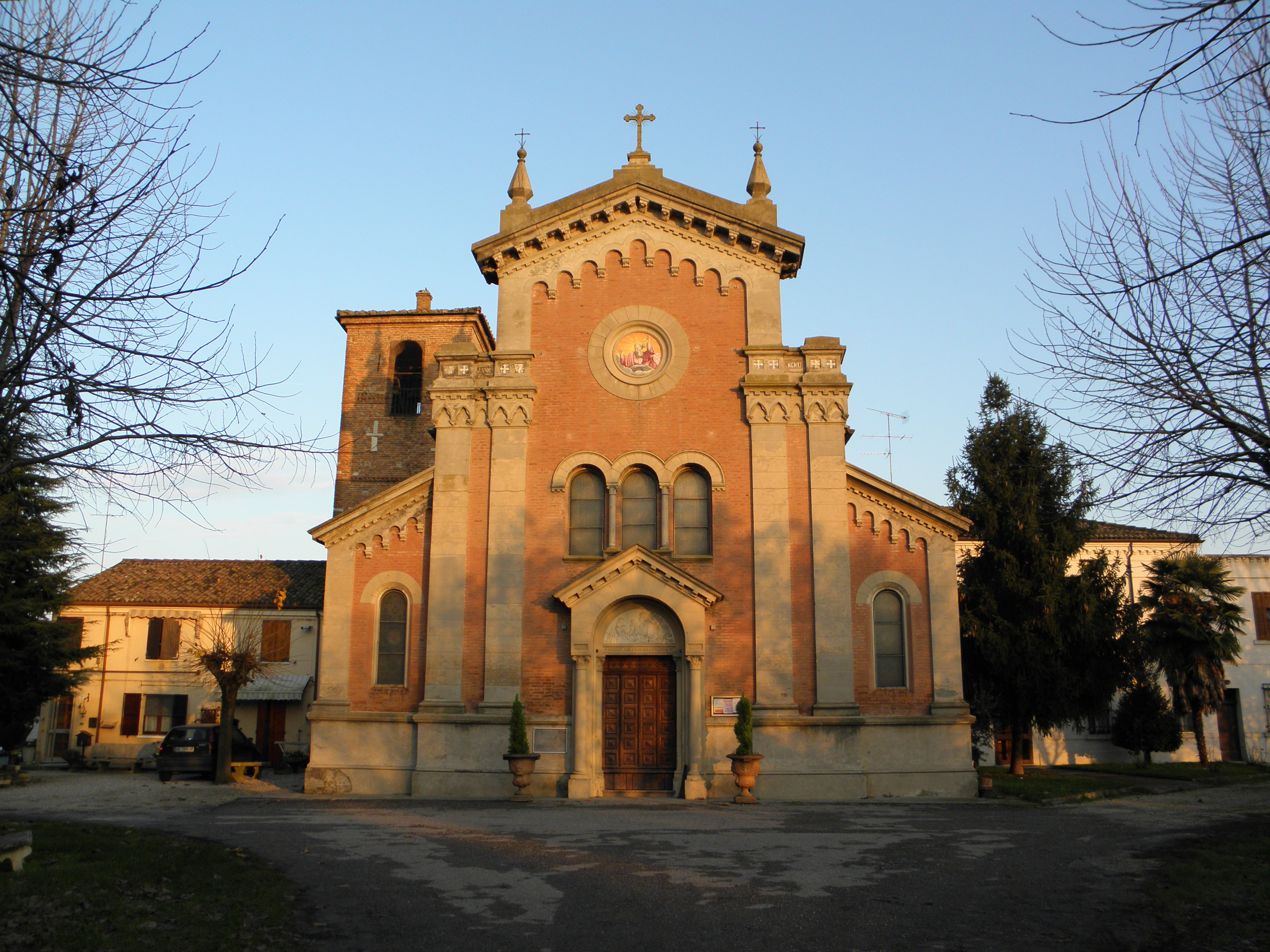
Santa Maria Assunta e Santa Lucia Roveretóban
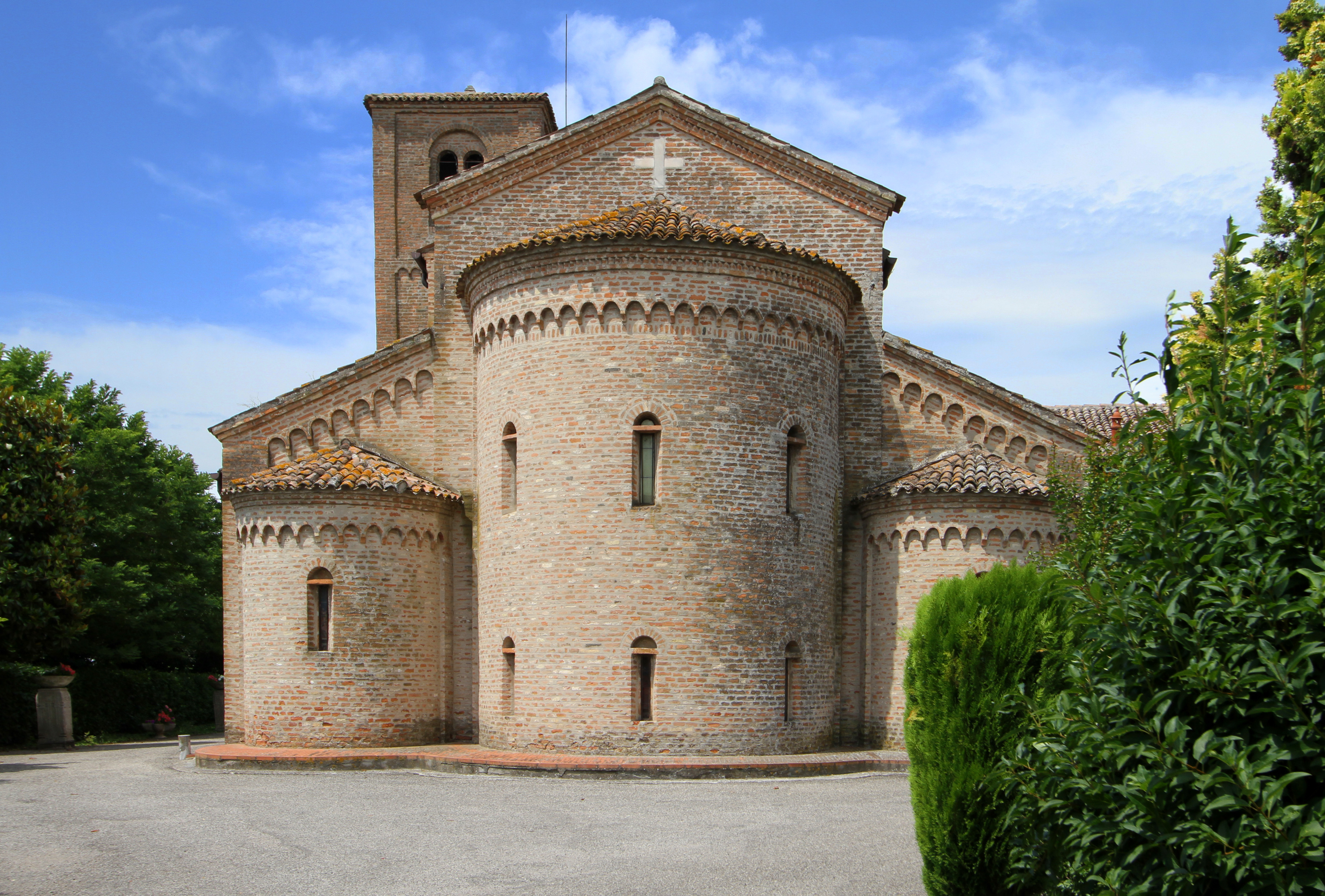
San Vito
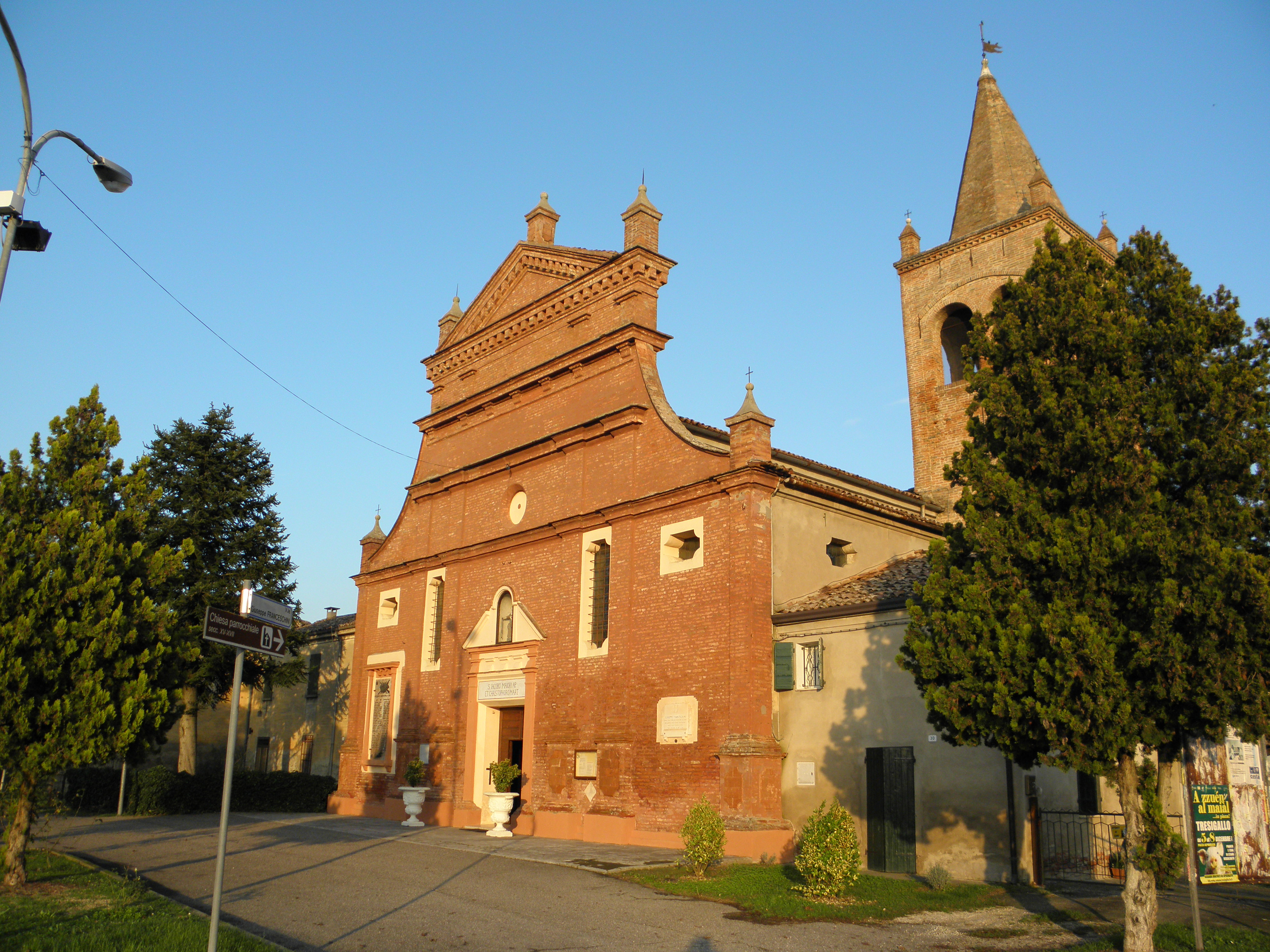
Santi Giacomo e Cristoforo Medelanaban
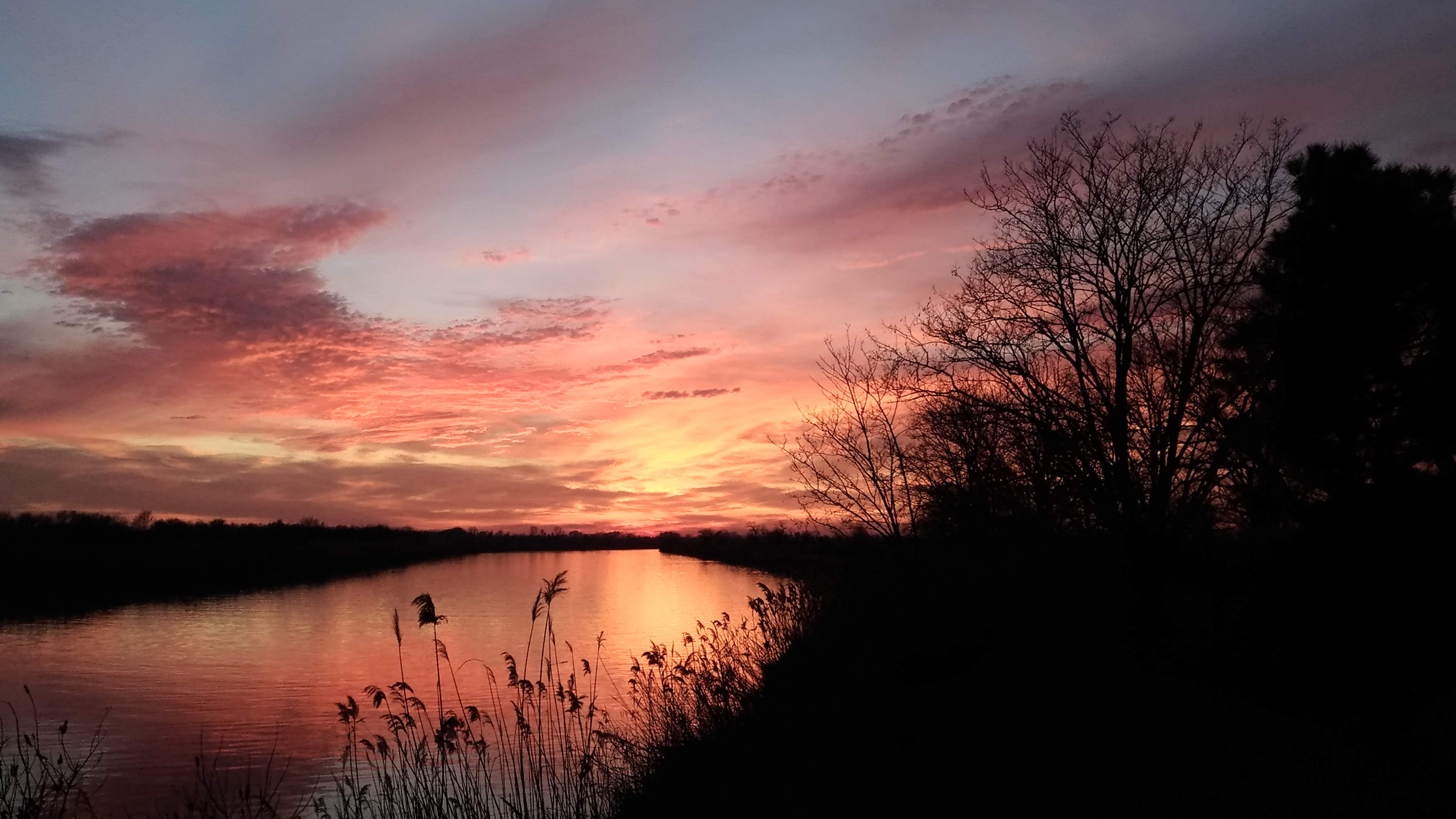
A csatorna Migliarino – Ostellato
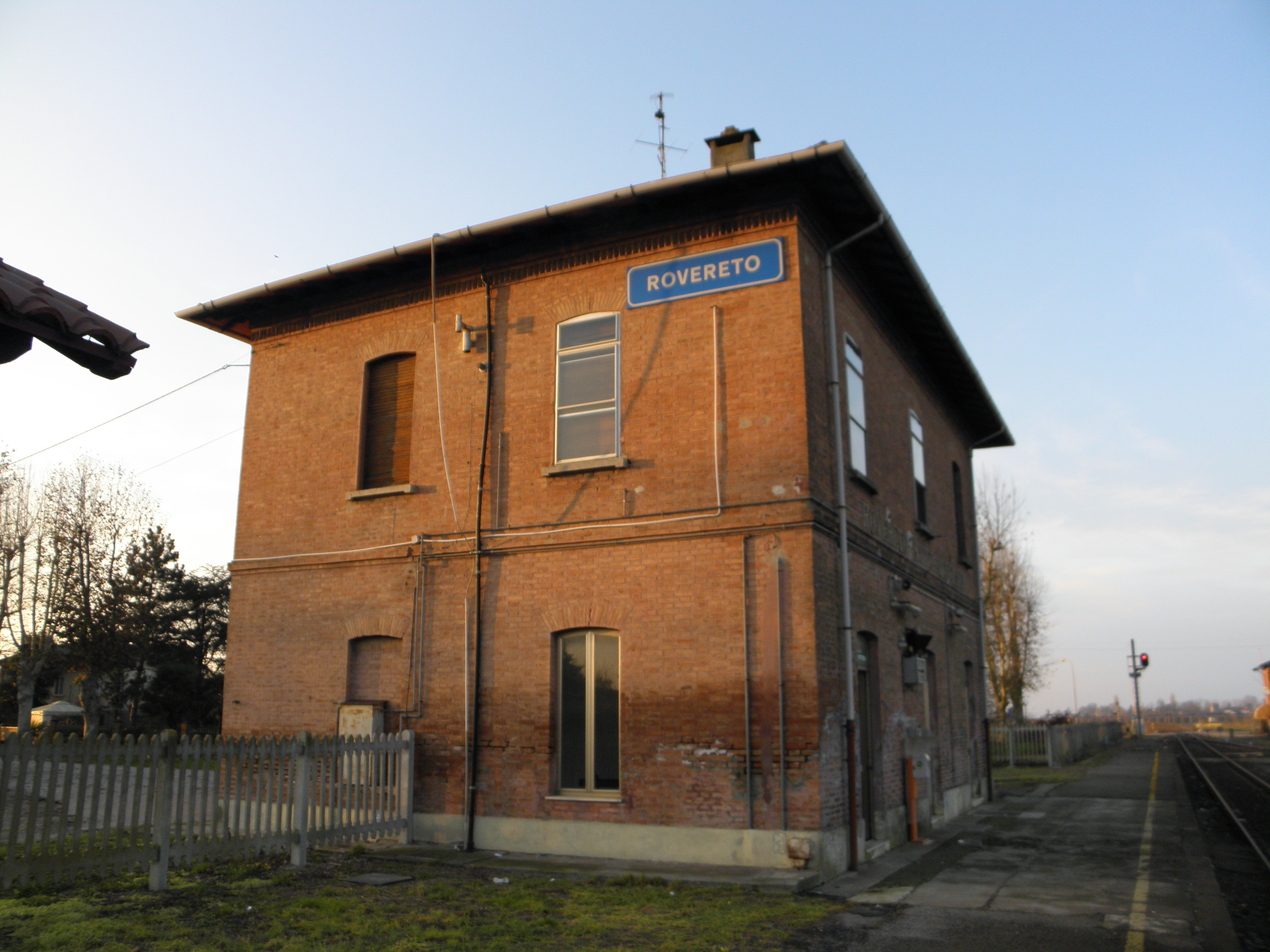
Az állomás